# کارلوس بلوسو
کارلوس بلوسو (اسپانیایی: Carlos Belloso‎؛ زادهٔ ۵ آوریل ۱۹۶۳) بازیگر اهل آرژانتین است.
از فیلم‌ها یا برنامه‌های تلویزیونی که وی در آن نقش داشته‌است، می‌توان به دختر مقدس، زنان قاتل و بازندگان قهرمان اشاره کرد.